# John Bannerman
Pour les articles homonymes, voir Bannerman.
Pas d'image ? Cliquez ici

a Compétitions nationales et continentales officielles uniquement.

b Matchs officiels uniquement.
John Macdonald Bannerman, né le 1er septembre 1901 à Glasgow et mort le 10 avril 1969 à Tidworth (Hampshire) sur le sol anglais, baron Bannerman de Kildonan, est un joueur de rugby à XV écossais ayant occupé le poste de deuxième ligne en sélection écossaise durant les années 1920, période faste de celle-ci dans le Tournoi des Cinq Nations (4 victoires de 1920 à 1929). Il est aussi un homme politique du parti libéral écossais.

## Biographie
Il étudie au Balliol College de l'université d'Oxford de 1927 à 1929. 
John Bannerman évolue pour le club de Glasgow HSFP. Grand amateur de chants gaéliques[réf. nécessaire], Bannerman est le leader incontesté des avants écossais durant de longues années.
En 1954, il devient le 68e président de la Fédération écossaise de rugby à XV.
Il est aussi fortement impliqué dans la politique écossaise. Il est président du conseil d'administration du parti libéral écossais de 1956 à 1965, puis il en devient le co-président en 1965. En décembre 1967, il est créé pair à vie dans la pairie du Royaume-Uni en tant que baron Bannerman de Kildonan, ce qui lui permet de siéger à la Chambre des lords.
Sa fille, (Janet) Ray Michie (1934-2008), baronne Michie de Gallanach, devient une personnalité importante du parti libéral écossais et est faite pair à vie en 2001.

## Palmarès
- Vainqueur du  Tournoi des Cinq Nations en 1925 (1er Grand chelem écossais), 1927 (ex-æquo avec l'Irlande) et 1929
- Vainqueur de l'Australie à Édimbourg en 1927

## Statistiques en équipe nationale
- 37 sélections en équipe d'Écosse, de 1921 à 1929
- 6 points (2 essais)
- 4 fois capitaine (1928 (1) et 1929 (3))
- Sélections par années: 4 en 1921, 4 en 1922, 4 en 1923, 4 en 1924, 4 en 1925, 4 en 1926, 5 en 1927, 4 en 1928, 3 en 1929